# Інженерні війська України
Інженерні війська України — рід спеціальних військ у Збройних силах України, що призначений для інженерного забезпечення бойових дій. Підрозділи інженерних військ є у кожному з видів Збройних сил України, а також окремо у Командуванні Сил підтримки Збройних Сил України.
Серед основних завдань мирного часу — виявлення і знищення вибухонебезпечних предметів і застарілих боєприпасів, участь в охороні гідротехнічних споруд і мостів під час паводків та льодоходів, спільно з ДСНС— в ліквідації наслідків стихійних лих та в миротворчих місіях.

## Історія

### Від Незалежності до російського вторгнення
Інженерні війська України були започатковані 15 вересня 1992 року. 30 вересня 1992 року на базі Управління начальника інженерних військ Київського військового округу було сформовано управління начальника інженерних військ Головного штабу Збройних Сил України.
Після розпаду СРСР на території України знаходилася значна кількість інженерних з’єднаннь, у тому числі: 7 бригад, 10 полків, 9 окремих армійських (корпусних) інженерносаперних батальйонів, 22 окремих дивізійних інженерно-саперних батальйонів, 3 інженерні склади, 3 центральні інженерні бази, арсенал, ремонтний завод, а також Кам’янець-Подільське вище військово-інженерне командне училище. Штатна чисельність інженерних військ Сухопутних військ на території України станом на кінець 1991 року, без врахування військових (дивізійних) інженерів, нараховувала близько 32,8 тис. посад.
З 1992 у військових округах (надалі – оперативних командуваннях) були створені інженерні управління, а в видах, арміях (надалі – армійських корпусах), дивізіях (надалі – бригадах), окремих бригадах та полках – відповідні інженерні служби, що дозволило організувати систему управління інженерними військами Збройних Сил України. Завершенням створення основ інженерних військ можна вважати 1999 рік, коли було розформовано зайві інженерні частини та сформовано інженерні війська центрального підпорядкування та Сухопутних військ ЗСУ.
З 2001 по 2005 рік інженерні війська зазнали масштабних (скороченнь): 
- 209 інженерно-саперну бригаду у 2001 році було переформовано в 803 інженерний полк, який в 2003 році було розформовано;
- 91 інженерно-саперну бригаду в 2004 році було переформовано в 91 інженерний полк;
- 23 понтонно-мостова бригада у 2002 році була переформована у 808 понтонно-мостовий полк;
- 10 інженерно-саперну бригаду у 2003 році було переформовано в 703 інженерний полк

Протягом 2003—2004 років були розформовані: 210 понтонно-мостова бригада, 101 понтонно-мостовий полк, 73 інженерний полк, 137 інженерний полк, 14 інженерний полк, 80 Центральна база інженерних боєприпасів. Таким чином, на кінець 2005 року в інженерних військах з бойових частин залишилось тільки чотири інженерні полки.
У 2004 році відбулися суттєві зміни у структурі системи органів військового управління ЗСУ, що призвело до змін в системі управління всебічним забезпеченням, у тому числі інженерним забезпеченням. Зокрема, 20 листопада 2004 року було сформовано Командування сил підтримки ЗС України, якому були підпорядковані інженерні війська разом з Центральним управління інженерних військ Головного управління оперативного забезпечення ЗС України, яке було сформовано у квітні 2004 року. Командування сил підтримки ЗС України об’єднало під своїм управлінням крім Центрального управління інженерних військ також Центральні управління радіоелектронної боротьби, РХБ захисту та Центральне воєнно-топографічне управління. Начальник інженерних військ вийшов із безпосереднього підпорядкування начальнику Генерального штабу – Головнокомандувачу ЗСУ, а переформоване Центральне управління інженерних військ перестало бути окремим та самостійним органом військового управління, тому функції які були спорідненими перейшли до штабу Командування сил підтримки ЗС України.
В грудні 2012 року РНБО очолюване тодішнім президентом Януковичем прийняло нову Концепцію реформування і розвитку ЗС України на період до 2017 року, відповідно з якою планувалося подальше скорочення ЗС України, у тому числі інженерних військ. Після розформування у 2010 році Командування сил підтримки ЗС України — Центральне управління інженерних військ та його підпорядковані військові частини й установи було знову підпорядковано Головному управлінню оперативного забезпечення ЗС України.
До початку російсько-української війни підрозділи інженерних військ брали участь у миротворчих операціях за кордоном, а також ліквідації наслідків стихійних лих в Україні.

### Російсько-українська війна
З початком війни розпочався другий період розбудови українських інженерних військ, а саме їх відновлення в умовах АТО. Зокрема, у 2015—2016 роках було сформовано 48-у інженерну бригаду та 16-й окремий полк оперативного забезпечення.
4 липня 2017 року на Луганщині відбулись військові навчання із застосуванням техніки дистанційного розмінування УР-77. До занять залучалися інженерні підрозділи оперативно-тактичного угрупування «Луганськ», зокрема 14 ОМБр.
На замовлення Міністерства оборони України, ПАТ «Київський суднобудівний-судноремонтний завод» проводить ремонт понтонно-мостового парку (ПМП) — комплекту наплавного мосту для подолання військовою технікою водних перешкод. Напередодні Дня незалежності України в 2018 році вже було відвантажено перші шість ланок понтонно-мостового парку. На ланках було проведено відновлення зовнішньої обшивки, відновлені всі шарнірні з'єднання і механізми для автоматичного розкриття ланок при скиданні на воду.
У вересні 2018 року мостобудівний підрозділ ЗСУ працював над відновленням сполучення через річку Горинь селищ Удрицьк та Висоцьк Дубровицького району, що на Рівненщині.
3 листопада 2018 року на Житомирщині завершилися змагання фахівців інженерних військ Збройних Сил України на кращий понтонний взвод. Переможцем конкурсу став понтонний взвод з міста Новоград-Волинський, друге місце посів взвод військової частини з міста Охтирка, «бронзу» виборов взвод військової частини з міста Бар, четверте місце зайняла команда із міста Білгород-Дністровський.
На початку 2019 року на базі 107-го Центру дорожнього забезпечення сформовано 47-у окрему дорожньо-комендантську бригаду. Вже у вересні 2020 року ця бригада була перетворена на окрему інженерну бригаду.
У 2014—2021 роках підрозділами інженерних військ було побудовано понад 1200 кілометрів оборонних рубежів та створено систему інженерних загороджень загальною протяжністю близько 252 кілометрів. У швидкі терміни підрозділи інженерних військ разом із обласними державними адміністраціями побудували на трьох лініях оборони понад 270 захисних фортифікаційних споруд. Крім того, на першій смузі оборони для забезпечення укриття особового складу встановлено 345 контейнерів та майже 330 модульних металевих захисних споруд МВС-2. Відремонтовано, закуплено та отримано у вигляді міжнародної допомоги майже 500 одиниць інженерної техніки. До того ж групи розмінування знешкодили понад 140 тисяч вибухонебезпечних предметів, очистили понад 896 кілометрів доріг та 17,6 кілометрів залізничних колій, перевірили на наявність вибухонебезпечних предметів майже 2755 га території та 105 об’єктів. Для виконання цих робіт постійно залучається понад 30 груп розмінування.
За мужність і відвагу, проявлені під час виконання військового обов’язку, близько 500 військовослужбовців інженерних військ відзначено державними нагородами.
З 24 лютого 2022 року інженерні війська стоять на обороні Української держави. Зокрема, підрозділи інженерної підтримки Збройних Сил України успішно брали участь у контрнаступальних операціях, в результаті яких було звільнено від окупантів Херсонську та Харківську області. Ці операції було б неможливі без понтонно-мостових та інженерно-саперних підрозділів. За виконання зазначених завдань 808-й полк підтримки отримав почесну відзнаку «За мужність та відвагу», а 210-й полк та 250-й ЦІП — Бойові прапори. Окрім того, державними нагородами за успішне виконання завдань відзначено 461 фахівця інженерних військ, один з яких носить почесне звання — Герой України.
Навесні 2023 року інженерні підрозділи розбудовували систему інженерних загороджень на півночі України, щоб унеможливити ймовірні наступальні дії ворога. Так, за 10 діб травня були встановлени протитанкові мінні поля та загородження з використанням понад 5,5 тисяч мін. Крім того, вздовж державного кордону було вирито близько 1,5 тисяч метрів траншей та 3,5 тисяч метрів протитанкових ровів. Обладнано кілька десятків перекритих щілин, укриттів і вогневих позицій для особового складу, а також вогневих позицій для техніки.
Станом на 2023 рік підрозділи інженерних військ виконують повний спектр завдань інженерної підтримки військ. Основними завданнями є пророблення проходів в інженерних загородженнях противника, наведення понтонно-мостових переправ під час контрнаступальних операцій, улаштування інженерних загороджень, фортифікаційн обладнання позицій військ та енергозабезпечення під час оборонних операцій військ.
5 листопада 2023 року перший заступник міністра оборони, генерал-лейтенант Олександр Павлюк повідомив про створення десяти додаткових інженерно-саперних батальйонів для розмінування територій. П’ять з цих батальйонів були створені у складі Командування Сил підтримки. Підрозділи вже розпочали сертифікацію як оператори протимінної діяльності.

## Завдання
Інженерні війська виконують завдання як на фронті, так і в тилу під час бойових дій, допомагають вирішувати логістичні чи захисні завдання.
При підготовці та веденні бойових дій інженерні війська виконують такі основні завдання:
- інженерна розвідка противника, місцевості та об’єктів;
- зведення та обладнання фортифікаційних споруд (окопів, траншей та ходів сполучень, укриттів, бліндажів, сховищ тощо), облаштування польових споруд для розміщення військ (житлових, господарських, медичних);
- будують різні види інженерних загороджень, проводять встановлення мінних полів, обладнання невибухових загороджень (протитанкових ровів, ескарпів, контрескарпів, надовбів тощо);
- розмінування місцевості та об’єктів;
- підготовка та утримання шляхів руху військ;
- обладнання та утримання переправ на водних перешкодах, зокрема будівництво мостів;
- видобуток та очищення води в польових умовах та інші.
- протидії системам розвідки та наведення зброї противника.[15]

## Структура

### Поточна
- Центральне управління інженерних військ ЗС України А0107, м. Київ
- окремі бригади:
  - 47 окрема інженерна бригада в/ч А2755, м. Дубно Рівненської області
    - Утворена на базі 107 центру дорожнього забезпечення А1519[2][16]

  - 91 окрема Охтирська бригада оперативного забезпечення в/ч А0563, м. Охтирка Сумської області[17][18]
  - 48 Кам'янець-Подільська інженерна бригада А2738, м. Кам'янець-Подільський Хмельницької області
    - 11 окремий понтонно-мостовий батальйон (в/ч А3290)[19] м. Кам'янець-Подільський
    - 308 окремий інженерно-технічний батальйон (в/ч пп В1423) м. Кам'янець-Подільський
    - 309 окремий інженерно-технічний батальйон (в/ч пп В1527) м. Самбір, Львівської області
    - 310 окремий інженерно-технічний батальйон (в/ч пп В1579) с. Ольшаниця Рокитнянського району Київської області
    - 311 окремий інженерно-технічний батальйон (в/ч пп В1719) м. Мукачеве, Закарпатської області
    - 321 окремий інженерний батальйон[20] (в/ч А3479)[21] м. Кам'янець-Подільський

  - 49-та окрема інженерно-штурмова бригада[en][22]
  - 211-та понтонно-мостова бригада
- окремі полки:
  - 12 окремий полк підтримки в/ч А3814, м. Звягель, Житомирської області
  - 16-й окремий полк підтримки в/ч А2558 c. Семенівка Мелітопольського району Запорізької області
  - 23-й інженерно-позиційний полк [23]
  - 70 окремий полк підтримки А0853, м. Бар Вінницької області
  - 703 окремий Вінницький полк оперативного забезпечення в/ч А3817, м. Самбір Львівської області
  - 808-й окремий полк підтримки А3935, м. Білгород-Дністровський Одеської області
- окремі батальйони:
  - 1 окремий інженерно-будівельний батальйон
  - 2 окремий інженерно-будівельний батальйон
  - 3 окремий інженерно-будівельний батальйон[24]
  - 534 окремий інженерно-саперний батальйон м. Виноградів Закарпатської область
  - 507-й окремий навчальний ремонтно-відновлювальний батальйон смт. Десна Чернігівського району Чернігівської області
  - Батальйон підримки (Утворена на базі Інженерногої-саперної рота Азову)[25]
    - Інженерно-саперна рота[25]
    - Інженерно-позиційна рота[25]
    - Вогнеметний взвод[25]
- окремі роти:
  - 15 окрема понтонна рота[26]
- центри:
  - 143-й об'єднаний навчально-тренувальний центр "Поділля" А2641, м. Кам'янець-Подільський Хмельницької області[27]
- арсенали і бази:
  - 20 арсенал інженерних військ А0543, с. Ольшаниця Київської області, м. Ніжин Чернігівської області
  - 3046 центральна база інженерних боєприпасів А2647, смт Малинівка Чугуївського району Харківської області

### Розформовані
- 70-й інженерний полк, Бахчисарай

2003
- 210 понтонно-мостова бригада А0234 (в/ч 75110), м. Київ
- 101 понтонно-мостовий полк (м. Кам'янець-Подільський)

- 73 інженерний полк (м. Дніпродзержинськ)
- 137 інженерний полк (м. Бахчисарай)

2004
- 14-й інженерний полк, м. Острог (в/ч А3993)[28][29][30] Розформований 20 серпня 2004 року.[31]
- 803 інженерний полк А1175, м. Кременчук Полтавської області
- 42 окремий інженерно-аеродромний батальйон в/ч А1527 Мирне Запорізької області[32][33]

2012
- 11 інженерний полк А0231, м. Бровари Київської області
- Навчальний центр підготовки інженерних військ (м. Кам'янець-Подільський)
- Факультет військової підготовки Кам'янець-Подільського національного університету ім. І. Огієнка
- військовий коледж сержантського складу (м. Кам'янець-Подільський)

2013
- 703 інженерний полк (м. Самбір) — планувалося

## Чисельність
| Дата | Чисельність | В тому числі військовослужбовців | В тому числі цивільних |
| ---- | ----------- | -------------------------------- | ---------------------- |
| 2000 | 9100        | 7600                             | 1500                   |
| 2003 | 8300        | 6800                             | 1500                   |
| 2005 | 7800        | 6300                             | 1400                   |
| 2013 | 3000        | 2100                             | 900                    |

## Інженерна та спеціальна техніка
| Модель                      | Зображення | Походження           | Тип                                                                                             | Модифікація          | Кількість   | Зауваження |
| --------------------------- | ---------- | -------------------- | ----------------------------------------------------------------------------------------------- | -------------------- | ----------- | --- |
| Pionierpanzer 2A1 Dachs     |            | Німеччина            | інженерна машина розгородження                                                                  |                      | 9           | Військова допомога: - 9 од. від Німеччини у 2022-2024 роках. |
| NM189 Ingeniørpanservogn    |            | Норвегія             | інженерна машина розгородження                                                                  |                      | 3           | Отримані від Норвегії у 2023. |
| ІМР-2                       |            | СРСР                 | інженерна машина розгородження                                                                  | ІМР-2М               |             | Трофейні: - ІМР-2М — 5 од. на 09.09.2022 |
| БАТ-2                       |            | СРСР                 | інженерна машина розгородження                                                                  |                      | 40          | |
| Morooka PC-065B             |            | Японія               | транспортер для облаштування позицій, розчищування територій та транспортування різних вантажів |                      |             | Японія передала Україні партію військової допомоги |
| МДК-3                       |            | СРСР                 | машина для риття котлованів                                                                     |                      |             | На озброєнні з 1970-х років. Перейшли від Збройних Сил СРСР. Трофейні: - МДК-3 — 1 од. на 09.09.2022 |
| ПЗМ-2                       |            | СРСР                 | землерийна машина                                                                               |                      |             | Трофейні: - ПЗМ-2 — 1 од. на 01.01.2023 |
| КТА-25                      |            | Україна              | автомобільний кран                                                                              |                      |             | КТА-25 на шасі КрАЗ-6322 |
| Biber                       |            | Німеччина            | танковий мостоукладач                                                                           |                      | 22          | Військова допомога: - 22 од. від Німеччини у 2022-2024 роках. - + 4 од.передадуть від Німеччини. |
| M60 AVLB                    |            | США                  | танковий мостоукладач                                                                           |                      |             | |
| МТУ-20                      |            | СРСР                 | танковий мостоукладач                                                                           |                      |             | |
| ТММ-3                       |            | Україна СРСР Росія   | автомобільний мостоукладач                                                                      | ТММ-3 ТММ-3М ТММ-3М1 |             | Трофеї: - ТММ-3 — 15 од. на 09.09.2022 |
| ПМП-М                       |            | СРСР                 | понтонно-мостовий парк                                                                          |                      |             | Трофейні: - ПМП-М — 2 од. на 01.01.2023 |
| УСМ-2                       |            | СРСР                 | мостобудівна установка                                                                          |                      |             | |
| HEP70                       |            | Німеччина            | Комплекс РХБ захисту                                                                            |                      | 6           | Передані як допомога від Німеччини в липні 2022 |
| ГПМ-54                      |            | СРСР Україна         | броньована гусенична пожежна машина                                                             |                      |             | |
| ГПМ-72                      |            | Україна              | броньована гусенична пожежна машина                                                             |                      | 1           | |
| Shielder                    |            | Велика Британія      | мінний загороджувач                                                                             |                      | 1           | |
| І-52                        |            | Україна              | мінний загороджувач                                                                             |                      | 1           | |
| ГМЗ-3                       |            | СРСР                 | мінний загороджувач                                                                             |                      |             | Трофейні: - ГМЗ-3 — 1 од. на 09.09.2022 |
| ПМЗ-4П                      |            | СРСР                 | мінний загороджувач                                                                             |                      |             | |
| УР-77 «Метеорит»            |            | СРСР                 | самохідна реактивна установка розмінування                                                      |                      |             | Трофейні: - УР-67 на БТР-Д — 1 од. на 09.09.2022 |
| M58 MICLIC                  |            | США                  | установка розмінування                                                                          |                      |             | Передані США у 2022 році. |
| УР-83П                      |            | СРСР                 | установка розмінування                                                                          |                      |             | |
| Wisent 1 MC                 |            | Німеччина            | броньована машина розмінування                                                                  |                      | 51          | |
| Leopard 2R                  |            | Німеччина            | броньована машина розмінування                                                                  |                      |             | 3 машини втрачені літом 2023 року |
| M1150                       |            | США                  | броньована машина розмінування                                                                  |                      |             | Збройні Сили України мають у своєму розпорядженні американські штурмові машини розмінування M1150 на базі M1 Abrams. |
| Танк-тральщик на базі Т-64А |            | Україна              | броньована машина розмінування                                                                  |                      | 9           | Три отримали у грудні 2018 року під час передачі техніки на військовому аеродромі під Житомиром. У 2020 році ХБТЗ виконував замовлення ЗСУ на постачання партії з шести од. |
| ScanJack 3500               |            | Швеція               | броньована машина розмінування                                                                  |                      |             | 47 інженерну бригаду оснастили машиною розмінування ScanJack 3500, яку передала Швеція в 2024 році |
| M1132 ESV                   |            | США                  | броньована машина розмінування                                                                  |                      |             | Безповоротні бойові втрати 7 од. |
| Buffalo MPV                 |            | США                  | броньована машина розмінування                                                                  |                      |             | 16 серпня 2024 року Міноборони поповнило арсенал ЗСУ бронеавтомобілем Buffalo MPV з найвищим рівнем захисту. У Міністерстві оборони України кодифікували, допустили до постачання у ЗСУ броньовану інженерну машину BuffaloMPV. Цей бронеавтомобіль називають одним з найбезпечніших у світі. |
| Bozena-5                    |            | Словаччина           | дистанційно-керована система розмінування                                                       |                      |             | Передана Словаччиною в 2022 році |
| MV-10 Bison                 |            | Хорватія             | дистанційно-керована система розмінування                                                       |                      |             | |
| GCS-200                     |            | Швейцарія/ Німеччина | дистанційно-керована система розмінування                                                       |                      | 4           | У 2022 уряд ФРН передав Україні три машини. Планується отримати ще 20 машин. У 2024 США передали Україні один комплекс. |
| THeMIS                      |            | Естонія/ Німеччина   | безпілотний наземний транспортний засіб                                                         |                      | 15 одиниць. | Військова допомога: - 1 од. придбали волонтери у 2022 році. Проєкт з придбання роботизованих комплексів для України отримав назву «Журавель». - 14 од. від Німетчини у 2022-2023 роках. |
| AGEMA                       |            | ОАЕ                  | безпілотний наземний транспортний засіб                                                         |                      | 1           | У грудні 2023 року компанія «Українська бронетехніка» передала спецпідрозділу ГУР МО «Kraken». |
| RATEL                       |            | Україна              | безпілотний наземний транспортний засіб                                                         |                      | 6           | Передані спецпідрозділу Головного управління розвідки волонтерами в Липні 2023. |

| Трофейна техніка | Трофейна техніка | Трофейна техніка | Трофейна техніка                           | Трофейна техніка | Трофейна техніка      | Трофейна техніка                                                            |
| Модель           | Зображення       | Походження       | Тип                                        | Модифікації      | Кількість і оператори | Зауваження                                                                  |
| ---------------- | ---------------- | ---------------- | ------------------------------------------ | ---------------- | --------------------- | --------------------------------------------------------------------------- |
| РЭМ-КЛ           |                  | Росія            |                                            | 1                |                       |                                                                             |
| БРЕМ-Ч           |                  | Чехословаччина   | БРЕМ                                       |                  |                       | Трофеї: - БРЕМ-Ч — 1 од. на 09.09.2022                                      |
| БРЕМ-Д           |                  | СРСР             | БРЕМ                                       |                  |                       | Деяка кількість на момент 2015 року. Трофеї: - БРЕМ-Д — 1 од. на 09.09.2022 |
| БРЭМ-К           |                  | СРСР Росія       | БРЕМ                                       |                  |                       | Трофеї: - БРЭМ-К — 2 од. на 09.09.2022                                      |
| МТУ-72           |                  | СРСР             | танковий мостоукладач                      |                  |                       | Трофеї: - МТУ-72 — 1 од. на 09.09.2022                                      |
| ПМП              |                  | СРСР             | понтонно-мостовий парк                     |                  |                       | Трофеї: - ПМП — 6 од. на 09.09.2022                                         |
| ІМР-3            |                  | Росія            | інженерна машина розгородження             |                  |                       | Трофеї: - ІМР-3 — 1 од. на 09.09.2022                                       |
| УР-67            |                  | СРСР             | самохідна реактивна установка розмінування |                  |                       | Трофеї: - УР-67 «Метеорит»— 1 од. на 09.09.2022                             |

## Навчальні заклади
- Факультет військової підготовки КПНУ ім. І. Огієнка
- Військовий коледж сержантського складу КПНУ ім. І. Огієнка
- 201-й навчальний центр ГУОЗ
- Кам'янець-Подільський ліцей з посиленою військово-фізичною підготовкою
- Харківський національний університет Повітряних сил імені Івана Кожедуба[1]
- Національний університет оборони України[2]

## Традиції

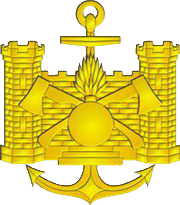
Емблема інженерних військ, 2007—2016.

### День інженерних військ
3 листопада в Україні відзначають День інженерних військ. Це свято встановлено 27 жовтня 1999 року «…[у]раховуючи заслуги інженерних військ у зміцненні обороноздатності держави».

## Командувачі
- 1992—1997 — генерал-лейтенант Безродний Володимир Дмитрович[2]
- 1997—2002 — генерал-лейтенант Воробйов Володимир Сергійович[2]
- 2002—2006 — генерал-майор Ковальський Вадим Миколайович[2]
- 2006—2012— генерал-майор Бондар Богдан Володимирович[2]
- 2012—2014 — полковник Пекельний Василь Леонідович[2]
- 2015—2020 — генерал-майор Лукашик Юрій Петрович[73][74][34][75][2]
- з 2020 — бригадний генерал Яковець Олександр Васильович[76]